# 郑献英
郑献英，南北朝刘宋时女性人物，字献英，荥阳人，略阳垣曇深的妻子。
垣昙深跟随父亲垣阅、刺史刘楷去交州赴任，途中病故。郑献英时年二十岁，儿子垣文凝刚刚出生，于是跟随刘楷到交州。昼夜纺织，身旁没有亲援。她年轻貌美，很有妇容妇德，自律严格，没有人敢随便登她的门。住了一年，收拾完毕，于是告知刘楷回乡。刘楷大惊道："这里距离家乡万里，不是孀妇可以成行的"，于是不许。郑献英说："垣氏孤魂在外不返，而他的孤儿幼小，妾身如果也死去，则有何面目去见已逝的婆母？"因此大悲痛哭。刘楷也很悲痛，答应了她，厚礼相送，于是辗转险阻，终于归乡。安葬已毕，于是说："可以到九泉之下见婆母了。"当时垣文凝才四岁，郑献英亲教经书礼仪，教导做人的正道，州里都对她称道赞美。